# 神秘之夜

據圖所示，麗的RTV至少播放了2季神秘之夜。而且是在每週一晚9:30以配音方式播出。

神秘之夜或NBC神秘之夜（英語：NBC Mystery Movie（Night））是一個由環球影業製作, 於1971年至1977年在美國NBC國家廣播公司電視台之黃金時段播出的一檔懸疑探案類電視電影系列電視節目。神秘之夜採取輪流循環的方式每週播放一次，也就是說幾部不同的電視電影輪流播出，因此每週的節目会與上週的不同。香港曾由麗的呼聲（今亞洲電視）於1971至1977年先後引進該節目並冠以“神秘之夜”之名用中文配音後播出。

## 概述
此片長約70-100分鐘（不含廣告）。作为電視電影（非電視連續劇）於晚間8:30-10:00這個黃金時段来播放。節目最初固定的三個系列分別是《哥倫布探長》、《麥高探長》、以及《麥美倫探長》。節目播放期間，曾試圖加入第四部電視電影系列與以上3部電視電影系列一同播出，但最終並沒有成功。
節目播放時，都會先播放一段約一分鐘的節目片頭，片頭中會短暫地介紹這個季度播放的幾部電視電影系列，最後於結尾時會說出今晚將要播放的電視電影系列名稱。
該節目於1977年停播。

### 播放記錄
除了《哥倫布探長》（神探可伦坡）、《麥高探長》（McCloud）、《麥美倫探長》（McMillan & Wife，後改名：McMillan）外，該節目還曾短暫播放過以下系列：
- 神勇法醫官（Quincy, M.E.，因題材更適合小成本大量製作，因此很快獨立成電視劇。）
- Amy Prentiss（英语：Amy Prentiss）
- Banacek（英语：Banacek）
- Cool Million（英语：Cool Million）
- Faraday & Company（英语：Faraday & Company）
- Hec Ramsey（英语：Hec Ramsey）
- Lanigan's Rabbi（英语：Lanigan's Rabbi）
- Madigan（英语：Madigan）
- McCoy（英语：McCoy (TV series)）
- The Snoop Sisters（英语：The Snoop Sisters）
- Tenafly（英语：Tenafly (TV series)）

## ABC神秘之夜
1989年開始至1990年由ABC美国廣播公司接下該節目，並且將節目的名稱改名為ABC神秘之夜，但最終只有《哥倫布探長》這部系列得以復活。

### 播放記錄
- Kojak（英语：Kojak）
- B.L. Stryker（英语：B.L. Stryker）
- Gideon Oliver（英语：Gideon Oliver）
- Christine Cromwell